# Edin Džeko
Edin Džeko, född 17 mars 1986 i Sarajevo, Jugoslavien (nuvarande Bosnien), är en bosnisk fotbollsspelare (anfallare) som spelar i den turkiska klubben Fenerbahçe. Han spelar också för det bosniska landslaget där han är lagkapten.

## Klubbkarriär

### Tidig karriär
Džeko började sin karriär i FK Željezničar, där han spelade som mittfältare och gjorde totalt fem mål på 40 matcher säsongerna 2003 till 2005. Året därefter flyttade bosniern till den tjeckiska klubben FK Teplice i Tjeckiens högsta division, Gambrinus liga. Han spelade där i två år, från 2005 till 2007 och gjorde sammanlagt 16 mål på 43 matcher. Han blev utnämnd till årets skyttekung vid slutet av säsongen 2006/2007. Hans framträdanden i Teplice ledde till att VfL Wolfsburg köpte honom för 4 miljoner euro.

### Wolfsburg
Han blev utnämnd till "Årets anfallare" av sportföretaget Sportal efter den första halvan av säsongen 2007/08 i Bundesliga. Under säsongen 2008/2009 gjorde Džeko 26 mål och var en starkt bidragande orsak till att Wolfsburg för första gången kunde vinna Bundesliga. Tillsammans med sin anfallskollega Grafite stod Džeko för 54 av lagets 80 mål under säsongen och de är därmed det anfallspar som gjort flest mål under en säsong i Bundesligas historia.

### Manchester City
Den 5 januari 2011 bekräftade Manchester Citys manager Roberto Mancini att klubben kommit överens med Wolfsburg om en övergångssumma på 360 miljoner för Džeko. Manchester City meddelade på kvällen den 7 januari att Džeko skrivit på ett kontrakt med klubben som gäller i fyra och ett halvt år.  Džeko gjorde det viktiga 2-2 målet mot Queens Park Rangers FC i sista omgången av Premier League 2011/2012 med 2 minuter kvar och när sedan Sergio Agüero gjorde 3-2 med några sekunder kvar var ligatiteln säkrad.

### AS Roma
Den 12 augusti 2015 bekräftade AS Roma att klubben kommit överens med Manchester City om ett säsongslångt lån gällande Džeko. Efter säsongen så köpte Roma loss bosniern för 11 miljoner euro och under sin första säsong som Roma-ägd så vann Džeko Capocannoniere i Serie A med sina 29 gjorda mål.

### Inter
Den 14 augusti 2021 värvades Džeko av Inter, där han skrev på ett tvåårskontrakt.

### Fenerbahçe
Den 22 juni 2023 värvades Džeko av turkiska Fenerbahçe, där han skrev på ett tvåårskontrakt.

## Landslagskarriär

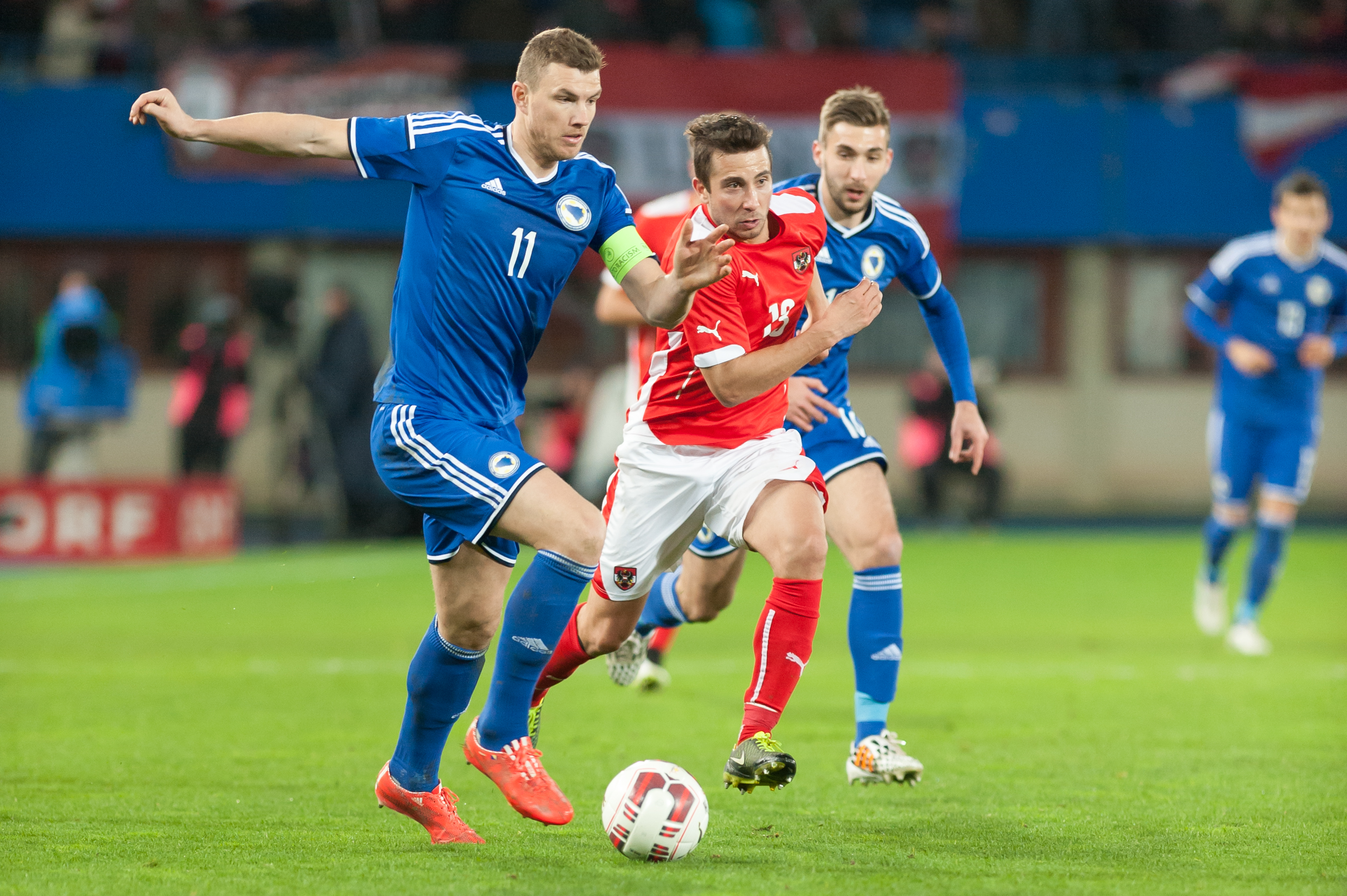
A-landslaget 2015

### U19-landslaget
Džeko började först att spela för Bosnien och Hercegovinas U19-landslag 2003 och 2004 i Kazakstan och Italien. Han gjorde då fem mål på 40 matcher.

### U21-landslaget
Senare i säsongen 2007 debuterade Džeko i U21-landslaget vid en tävling, arrangerad i Nederländerna. Där fick de möta Armenien och Norge. Man lyckades besegra Armenien med 3-2, men fick bara 1-1 mot Norge, vilket gjorde att Bosnien kvalificerades sig till slutspel för att möta Tjeckien i två matcher. Tjeckerna vann den första matchen med 2-1, men i den andra fick Bosnien bara ett oavgjort. Džeko stod för de både målen.

### A-landslaget
Samma år uttogs Džeko till det bosniska landslaget vid en match mot Turkiet. Det blev en lyckad debut när han lyckades göra ett mål med sin högra fot och kvitterade matchen till 2-2, som man vann till sist med 3-2. Den 7 september 2012 i en 8-1-vinst borta mot Liechtenstein gjorde Džeko sitt första hattrick i landslaget och blev med sina mål historisk genom att vara den i Bosnien och Hercegovina med flest mål gjorda i landslaget på 24 mål.

## Privatliv
I november 2009 blev Džeko Bosniens första Unicef-ambassadör. Džeko talar fem språk flytande, bosniska, tjeckiska, tyska, engelska och  italienska. Džekos favoritlag är AC Milan och hans favoritspelare är Andrij Sjevtjenko. Džeko är kusin med Emir Spahić. Džeko blir ofta kallad "den bosniska diamanten" efter att under en match 2009 mot Belgien gjort ett snyggt mål och den bosniske kommentatorn Marjan Mijajlović kallat Džeko den bosniske diamanten.

## Meriter
- Bundesliga: 2009
- Skyttekung i Bundesliga: 2010 (22 mål på 34 matcher)
- Capocannoniere (skyttekung) i Serie A med sina 29 gjorda mål (2016/2017)
- Bästa fotbollsspelaren i Fußball-Bundesliga 2008/2009
- Världens 13:e bäste fotbollsspelare 2009
- Bosniens bästa fotbollsspelare 2009
- Bosniens bästa fotbollsspelare 2010
- FA-cupen 2011
- Premier League : 2012 och 2014